# Violence Fight
Violence Fight (バイオレンスファイト?, Baiorensu Faito) è un videogioco arcade di genere picchiaduro ad incontri, sviluppato e pubblicato dalla Taito nel 1989.
La sua emulazione è inclusa all'interno di Taito Legends 2, raccolta per PC, PlayStation 2 e Xbox.

## Trama
Come spiega la schermata d'introduzione (anche se con una localizzazione inglese che aveva una traduzione scadente della sceneggiatura originale giapponese), il titolo si svolge nei primi anni '50 negli Stati Uniti, dove un torneo clandestino noto come "Violence Fight" era diventato molto popolare tra la malavita e il pubblico in generale; i criminali, in particolare i mafiosi, insieme ad altri fastidi pubblici e cittadini perbene sono attratti dalle sue puntate e dal brivido. I concorrenti, provenienti da tutto il paese, competono per grandi somme di denaro e per il titolo di "No. 1 Quarreler".

## Modalità di gioco
Violence Fight si svolge in modo simile ad altri beat 'em up come Double Dragon, Renegade e Street Gangs, dove il giocatore può muoversi in tutte e otto le direzioni in un combattimento in arena. I tasti d'azione sono tre: pugno, calcio e salto. A differenza della maggior parte dei picchiaduro a scorrimento laterale, i giocatori combattono in un'arena chiusa. I giocatori possono premere pugno + salto o calcio + salto per eseguire una mossa speciale di pugno o di calcio. I giocatori possono anche premere pugno + calcio per schivare per un breve periodo di tempo. Mentre l'avversario sta lottando per rialzarsi, il tasto del pugno può essere usato per gettarlo a terra e subire un danno. Il tasto dei pugni serve anche per raccogliere casse, barili e altri oggetti simili.
Ogni partita consiste in un massimo di tre round. Il timer è inizialmente impostato su 100 secondi (1 minuto e 40 secondi). L'obiettivo è portare a zero la barra della vita dell'avversario per vincere un round. Vincendo due round su tre si vince la partita. Ogni combattente inizia il round con 100 punti vita. I colpi diretti all'avversario ridurranno gradualmente la sua salute, in base a determinati fattori. Per ogni round vinto, i giocatori guadagnano un punto per vincere la partita. Se il tempo scade in un round, il round si conclude con un pareggio. Se due round su tre finiscono in parità, il combattente con un solo punto sarà il vincitore. Se il totale dei punti è pari al termine di tutti e tre i round, l'incontro termina in parità. Se i giocatori ottengono più punti dell'avversario, passano al turno di gioco successivo, o "fase". Dopo aver completato con successo il secondo e il quarto round, il giocatore avrà la possibilità di affrontare un round bonus, in cui dovrà lottare una diversa tigre; se riuscirà a sconfiggerla otterrà un power-up e dei punti bonus, se invece verrà sconfitto passerà direttamente alla fase successiva senza perdere un credito.

### Solitary Fighter
È l'unico diretto sequel di Violence Fight, prodotto sempre da Taito, uscito nel 1991 per le sole regioni occidentali. È stato emulato per la prima volta ed è tuttora presente nell'antologia di Hamster Corporation Arcade Archives per PlayStation 4 e Nintendo Switch.
Sebbene gran parte del gameplay rimanga uguale, vi sono alcune differenze:
- Diverse fasi sono state rielaborate, alcune delle quali ora includono personaggi non giocanti che entrano nell'arena con un'arma e infastidiscono entrambi i combattenti;
- Invece di lottare una tigre per il primo round bonus, il giocatore affronta invece un orso.

## Personaggi
- Bad Blue (バッド・ブルー?, Baddo Burū), o "Bat Blue" – Un campione di lotta di strada di un tempo da Los Angeles, California. Per quanto riguarda gli attributi, è il più equilibrato e abile. È in coppia con Blinks, che funge da suo manager.
- Ben Smith (ベン・スミス?, Ben Sumisu), o "B. Smith" – Un veterano marine afroamericano di Carson City, Nevada. Il suo stile di combattimento è la boxe. Durante la sua carriera, Ben è stato soprannominato "Fierce Eagle" per la sua velocità e i suoi riflessi, sebbene tutti i suoi altri attributi siano inferiori alla media.
- Rick Joe (リック・ジョー?, Rikku Jō), o "Lick Joe" – Un wrestler professionista di Ardmore, Oklahoma che è stato espulso dalla Taito Wrestling Federation (TWF, una parodia della World Wrestling Federation) per aver ucciso tredici avversari in incontri sanzionati. Joe, che assomiglia un po' al wrestler della vita reale Gorgeous George, partecipa al torneo sperando di redimersi dalle sue azioni passate.
- Lee Chen (リー・チェン?, Rī Chen) – Un misterioso artista marziale di Miami, Florida. Sebbene fosse un cittadino statunitense di nascita, Lee trascorse molte delle sue estati d'infanzia visitando la Cina con suo padre, che gli insegnò l'arte del kung fu.

### Antagonisti
In Solitary Fighter sono ora personaggi giocabili.
- Ron Max (ロン・マックス?, Ron Makkusu) – Un allevatore di bestiame di San Antonio, Texas, noto per le sue testate. Indossa una canottiera a strisce rosse e bianche e jeans blu. Quando si combatte contro di lui, il pubblico lancia bottiglie di birra vuote sul ring, causando inutili battute d'arresto ai piani del giocatore di vincere l'incontro.
- Tony Won (トニー・ウォン?, Tonī Uon) – Un alto newyorchese che assomiglia a Mr. T. Fa di tutto e a volte arriva a misure poco ortodosse per vincere, come far roteare una catena contro i suoi avversari. Tony è anche il leader della gang Black Will'O, l'organizzazione che ha creato il torneo Violence Fight in primo luogo. Sebbene sia afroamericano, il suo nome suggerisce anche che potrebbe essere di origine cinese.

## Accoglienza
In Giappone, la rivista Game Machine elencò Violence Fight nel numero del 15 gennaio 1990 come la tredicesima unità arcade di maggior successo del mese.